# L'espera (Margot)
L'espera (Margot) és una pintura a l'oli sobre cartró realitzada per Pablo Picasso el 1901 a París, i que actualment forma part de la col·lecció permanent del Museu Picasso de Barcelona. Es mostra a la sala 7 de la col·lecció permanent del museu. Està signat Picasso a l'angle inferior esquerre. Forma part de l'adquisició de la col·lecció privada de Lluís Plandiura del 1932.

## Composició
Obra ambientada en la vida nocturna parisenca que Picasso va conèixer a principis del s. XX. Es tracta del retrat d'una dona, morfinòmana o prostituta, pintada amb un traç ràpid i solt, molt colorista, amb un tractament pictòric en part divisionista.
Així mateix, cal notar la pinzellada gruixuda i enèrgica, influència de Vincent van Gogh, i el siluetatge en negre de la figura, característic també d'algunes obres de Van Gogh i del moviment artístic francès nabí.
El cromatisme viu permet veure com aquí Picasso se sent captivat pel joc de llums i com es diverteix amb l'ús del color. La utilització profusa del vermell li serveix per a acolorir tant el vestit i el barret com el rostre –llavis, maquillatge–
i també per a esquitxar la paret del fons.

## Context

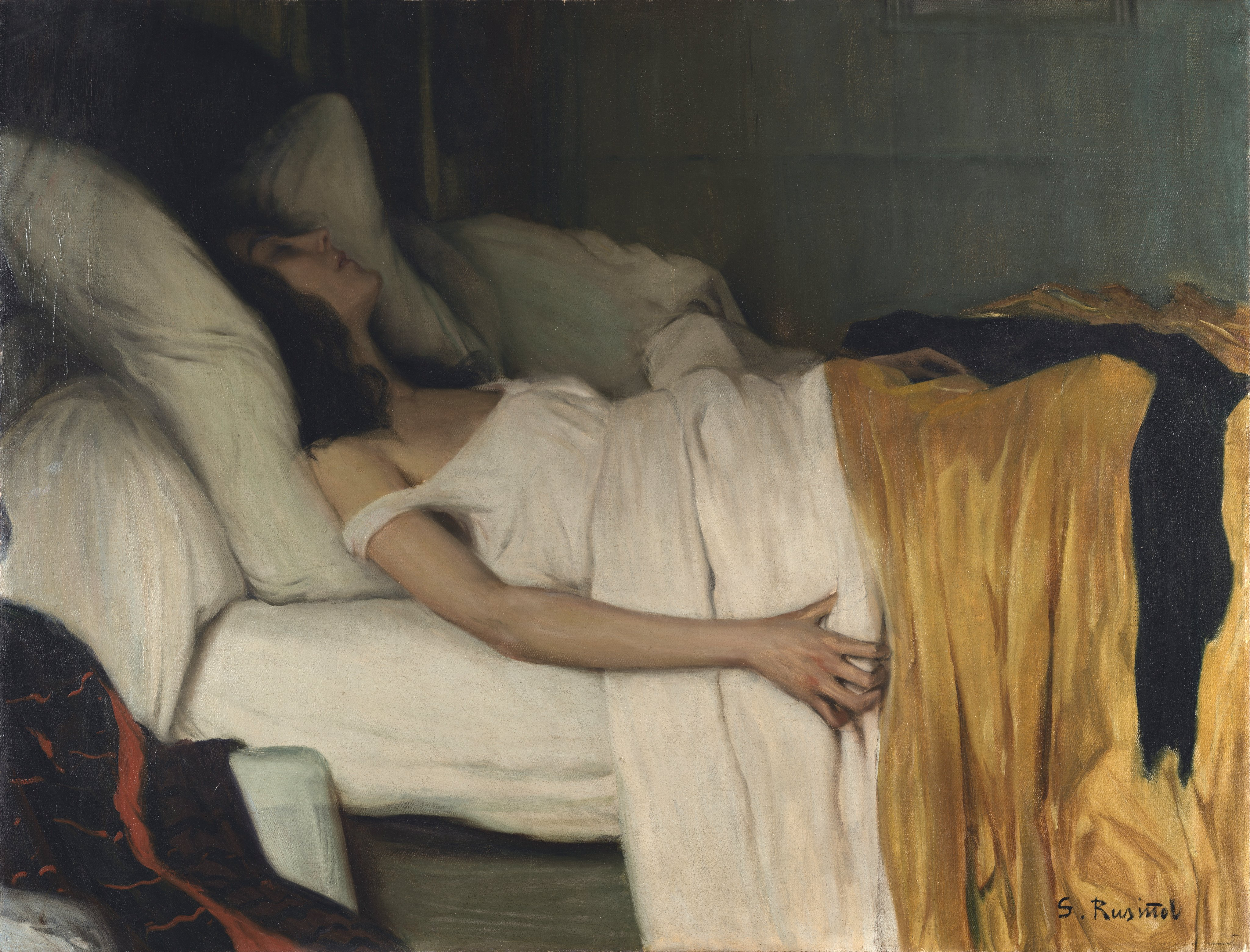
La morfina, de Santiago Rusiñol

Del 25 de juny al 14 de juliol de 1901, Pere Mañach –català establert a París i primer marxant de Picasso–, amb la col·laboració del crític d'art Gustave Coquiot, li organitza una exposició a la galeria d'Ambroise Vollard, el marxant
d'art més important de París a final del s. XIX i començament del XX, que, amb una prodigiosa intuïció i un gust estètic excepcional, va descobrir o llançar els pintors postimpressionistes, Van Gogh i Cézanne, els nabís i els fauves, i, finalment, Matisse i Picasso.
El jove Picasso hi exposà 64 pintures i alguns dibuixos, al costat d'obres del pintor basc Francisco Iturrino. Margot devia formar part d'aquesta exposició (s'ha identificat com La morfinòmana, que constava al catàleg amb el número 9) i també és coneguda com a Pierreuse (prostituta), amb la mà damunt l'espatlla. Aquesta temàtica és també tractada per altres artistes de l'època com, per exemple, Santiago Rusiñol (La morfina, 1894), Anglada Camarasa o Van Dongen.
L'exposició tingué un cert èxit («gairebé tots els diaris se n'han ocupat favorablement», escriuria el mateix Picasso) i
copsà l'admiració de Max Jacob, que, l'endemà mateix de la inauguració, fou invitat per Mañach a conèixer Picasso i veure altres obres seves.
Coquiot descriu Picasso com un «frenètic enamorat de la vida moderna», que anota «tots els espectacles del carrer, totes les aventures humanes» (tant paisatges com prostitutes, aspectes del carrer o interiors). També n'admira la pinzellada frenètica (“hom no pot deixar de veure’l […] sinó omplint de pressa, rabiosament, la tela, impacient de no poder fer anar la mà més de pressa”), que executa amb “llargs pinzells carregats de color”.
El juliol de 1901, el crític Félicien Fargus remarca, en la Revue Blanche, que Picasso “adora el color per si mateix” i
Pierre Daix qualifica aquesta obra de prefauvista.
El 1932, va ser adquirida al col·leccionista català Lluís Plandiura per la Junta de Museus, juntament amb altres obres
picassianes que, a l'obertura del Museu Picasso de Barcelona el 1963, passaren a integrar-ne el fons permanent.

## Puntillisme, divisionisme

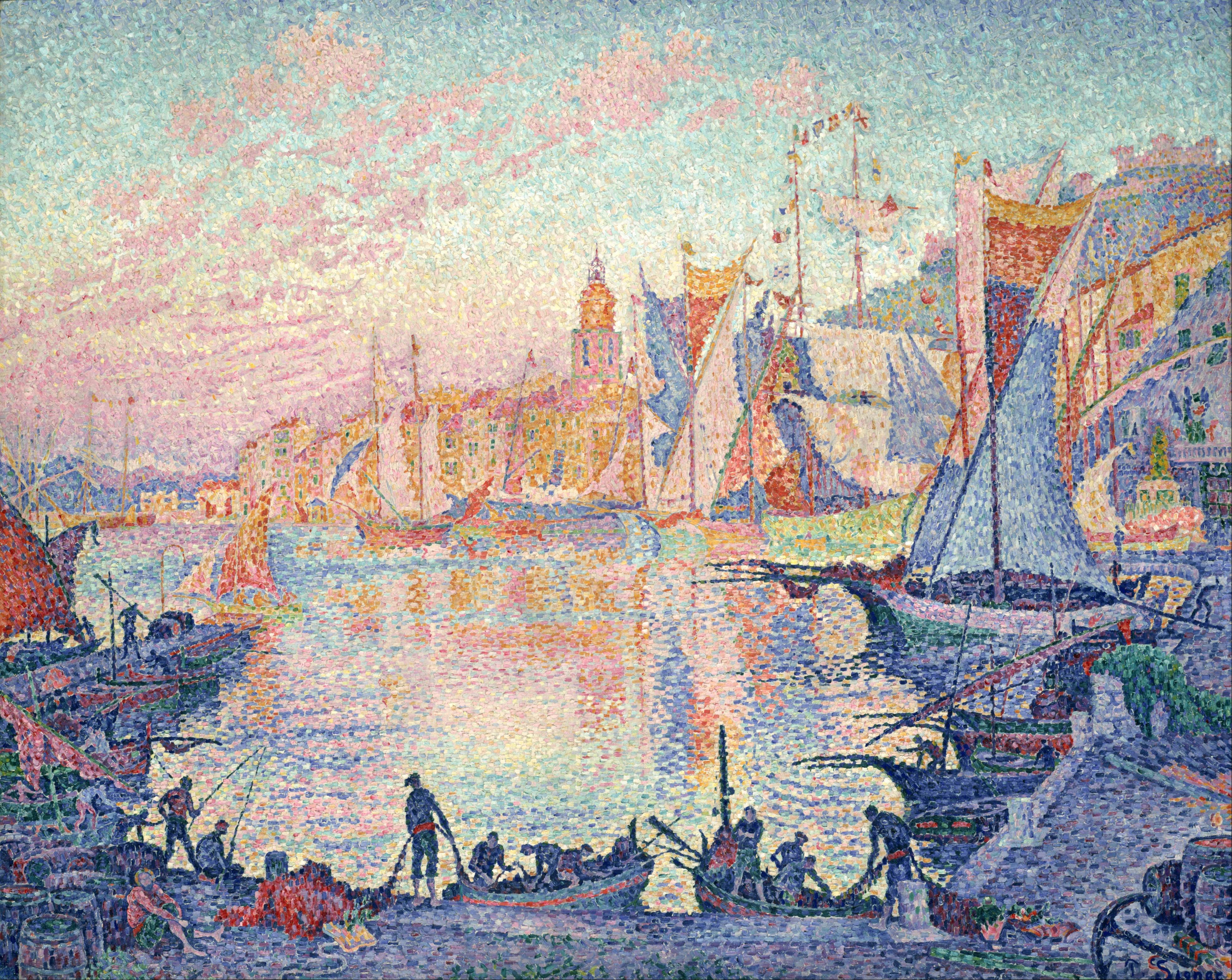
El port de Saint-Tropez, de Georges Seurat, 1907, Museu Folkwang, Essen, Alemanya

Si en una carta de 1897, adreçada al seu amic Bas, Picasso havia qualificat el puntillisme d'obcecació, en la seva estada a París serà influït, entre d'altres, per aquest estil –encara en voga entre els pintors d'avantguarda–, tal com constatem en Margot.
Puntillisme era la denominació més popular de la tècnica anomenada divisionisme, consistent en la juxtaposició de pinzellades curtes de colors purs per tal d'aconseguir una barreja òptica (en la retina de l'espectador, en una contemplació a certa distància), molt més intensa i lluminosa que l'aconseguida amb la mescla física tradicional dels colors a la paleta.
Els pintors Georges Seurat i Paul Signac, capdavanters i teòrics del divisionisme, repudiaven el terme puntillisme per
ser inexacte i superflu, i encara van haver de suportar un nou qualificatiu que van encunyar, amb menyspreu, els seus detractors: estil confetti.
Picasso, però, inventa: fent una adaptació personal d'aquesta tècnica, no l'aplica ni amb la característica pinzellada neoimpressionista (la de Picasso és més solta) ni sistemàticament (en limita l'ús especialment al fons i, encara, a la taula, mentre que, per al tractament de la figura, sembla cercar la inspiració en pintors com Henri de Toulouse-Lautrec o Théophile Alexandre Steinlen).
El divisionisme és també present en altres obres conservades al Museu Picasso de Barcelona: en La nana, datada d'aquell mateix any, però també en la més tardana Dona amb mantellina, pintada a Barcelona el 1917 i que va deixar inacabada, potser insatisfet amb el resultat d'un divisionisme aplicat aquesta vegada de manera més sistemàtica i canònica que en les dues obres precedents.

## Anècdotes
- Margot va ser l'obra escollida com a imatge de comunicació de l'exposició del Musée d'Orsay De Cézanne à Picasso, chefs-d'oeuvre de la galerie Vollard, realitzada entre juny i setembre de 2007, i que va reunir a París més d'un centenar d'obres procedents d'arreu del món que havien estat propietat d'Ambroise Vollard.